# Associazione Calcio Forlì 1979-1980
Questa voce raccoglie le informazioni riguardanti l'Associazione Calcio Forlì nelle competizioni ufficiali della stagione 1979-1980.

## Stagione
In questa stagione il Forlì arriva ad un passo dalla Serie B. Con il brasiliano Cinesinho in panchina ed una squadra competitiva per il torneo di Serie C1, disputa il miglior campionato della sua storia. Dopo una partenza lenta, cresce e lotta fino al termine del torneo con Varese e Rimini per salire tra i cadetti, determinante la sconfitta (1-0) di Varese del 1º giugno, chiude ad un solo punto dalla promozione, resta indimenticabile il (4-3) rifilato al Rimini al Morgagni sotto il diluvio il 18 novembre, con una rete di Tullio Tinti allo scadere. Miglior marcatore stagionale dei biancorossi è Mirko Fabbri con 17 reti,  delle quali una in Coppa Italia e 16 in campionato.
Nella Coppa Italia di Serie C, nel girone 12° disputato prima del campionato, il Forlì ed il Carpi lasciano il passaggio ai sedicesimi della manifestazione al Modena.

## Rosa
| N. |                   | Ruolo | Calciatore           |
| -- | ----------------- | ----- | -------------------- |
|    | Italia (bandiera) | A     | Pier Luigi Angeloni  |
|    | Italia (bandiera) | D     | Amedeo Baldizzone    |
|    | Italia (bandiera) | D     | Luciano Briga        |
|    | Italia (bandiera) | A     | Giampiero Castellini |
|    | Italia (bandiera) | C     | Otello Catania       |
|    | Italia (bandiera) | C     | Salvatore Cerrone    |
|    | Italia (bandiera) | D     | Luciano Cilona       |
|    | Italia (bandiera) | A     | Franco De Falco      |
|    | Italia (bandiera) | A     | Mirko Fabbri         |
|    | Italia (bandiera) | A     | Marco Fabrizi        |
|    | Italia (bandiera) | D     | Fabio Ferri          |

| N. |                   | Ruolo | Calciatore           |
| -- | ----------------- | ----- | -------------------- |
|    | Italia (bandiera) | D     | Emanuele Gabban      |
|    | Italia (bandiera) | D     | Maurizio Longobardo  |
|    | Italia (bandiera) | C     | Renato Luchitta      |
|    | Italia (bandiera) | A     | Sauro Massi          |
|    | Italia (bandiera) | D     | Mauro Melotti        |
|    | Italia (bandiera) | P     | Giorgio Pellizzaro   |
|    | Italia (bandiera) | C     | Gian Marco Remondina |
|    | Italia (bandiera) | C     | Gianfranco Romano    |
|    | Italia (bandiera) | D     | Carmine Schiano      |
|    | Italia (bandiera) | C     | Tullio Tinti         |
|    | Italia (bandiera) | P     | Antonio Vettore      |

## Risultati

### Campionato

#### Girone di andata
| Arbitro: | Da Pozzo (Monza) |

|                         |           |  |
| Magnocavallo 80’ (rig.) | Marcatori |  |

| Arbitro: | Stillacci (Torino) |

|                         |           |               |
| Luchitta 15’ Fabbri 34’ | Marcatori | 81’ Mazzoleri |

| Arbitro: | Valente (Monfalcone) |

|                                   |           |              |
| Baldizzone 10’ (aut.) Fiorini 25’ | Marcatori | 51’ Angeloni |

| Arbitro: | Bianciardi (Siena) |

|           |           |             |
| Tinti 83’ | Marcatori | 64’ Palazzi |

| Arbitro: | Sguizzato (Verona) |

|              |           |  |
| Giavardi 44’ | Marcatori |  |

| Arbitro: | Altobelli (Roma) |

|                         |           |  |
| De Falco 12’ Fabbri 90’ | Marcatori |  |

| Arbitro: | Pezzella (Frattamaggiore) |

|              |           |                                 |
| Bardelli 89’ | Marcatori | 48’ (rig.) Melotti 74’ De Falco |

| Arbitro: | Lussana (Bergamo) |

|                                                     |           |                                                |
| Melotti 25’ (rig.) Massi 37’ De Falco 39’ Tinti 89’ | Marcatori | 7’ C. Sartori 32’ G.P. Rossi 48’ Franceschelli |

| Arbitro: | Luci (Firenze) |

|                 |           |             |
| Fabbri 35’, 61’ | Marcatori | 87’ Garlini |

| Arbitro: | Corigliano (Crotone) |

|           |           |  |
| Ricci 88’ | Marcatori |  |

| Arbitro: | Pirandola (Lecce) |

|                      |           |  |
| Fabbri 20’ Massi 31’ | Marcatori |  |

| Arbitro: | Pairetto (Torino) |

|              |           |                  |
| Cappotti 10’ | Marcatori | 89’ (aut.) Gobbi |

| Arbitro: | Rufo (Roma) |

|            |           |              |
| Fabbri 59’ | Marcatori | 74’ Nicolini |

| Arbitro: | Pezzella (Frattamaggiore) |

|             |           |  |
| Barozzi 80’ | Marcatori |  |

| Forlì 13 gennaio 1980 15ª giornata | Forlì              | 0 – 0 | Treviso | Stadio Tullo Morgagni\| Arbitro: \| Manfredini (Pavia) \| |
| Arbitro:                           | Manfredini (Pavia) |       |         |                                                           |

| Arbitro: | Bianciardi (Siena) |

|              |           |                     |
| De Falco 12’ | Marcatori | 31’ (rig.) G. Salvi |

| Arbitro: | Lorenzetti (Macerata) |

|                            |           |                        |
| Marchesi 50’ Peroncini 59’ | Marcatori | 28’ De Falco 40’ Massi |

#### Girone di ritorno
| Forlì 3 febbraio 1980 18ª giornata | Forlì        | 0 – 0 | Triestina | Stadio Tullo Morgagni\| Arbitro: \| Baldi (Roma) \| |
| Arbitro:                           | Baldi (Roma) |       |           |                                                     |

| Arbitro: | Rinaldi (Caserta) |

|  |           |            |
|  | Marcatori | 67’ Fabbri |

| Arbitro: | Esposito (Torre del Greco) |

|                      |           |             |
| Fabbri 39’ Tinti 70’ | Marcatori | 48’ Fiorini |

| Arbitro: | Pampana (Pisa) |

|             |           |                        |
| Mossini 62’ | Marcatori | 44’ Cerrone 66’ Fabbri |

| Arbitro: | Luci (Firenze) |

|                       |           |  |
| Cerrone 47’ Massi 74’ | Marcatori |  |

| Sanremo 9 marzo 1980 23ª giornata | Sanremese    | 0 – 0 | Forlì | Stadio Comunale\| Arbitro: \| Sala (Lecco) \| |
| Arbitro:                          | Sala (Lecco) |       |       |                                               |

| Arbitro: | Lamorgese (Potenza) |

|                 |           |  |
| Fabbri 47’, 77’ | Marcatori |  |

| Arbitro: | Pairetto (Torino) |

|          |           |  |
| Valà 58’ | Marcatori |  |

| Arbitro: | Esposito (Torre del Greco) |

|              |           |             |
| Del Pelo 72’ | Marcatori | 29’ Fabrizi |

| Arbitro: | Rinaldi (Caserta) |

|                         |           |  |
| Fabrizi 28’ Cerrone 89’ | Marcatori |  |

| Arbitro: | Savalli (Trapani) |

|                       |           |                           |
| Basili 4’ Masuero 56’ | Marcatori | 24’, 83’ Fabbri 86’ Ferri |

| Arbitro: | Lamorgese (Potenza) |

|             |           |  |
| Fabrizi 82’ | Marcatori |  |

| Cremona 11 maggio 1980 30ª giornata | Cremonese                 | 0 – 0 | Forlì | Stadio Giovanni Zini\| Arbitro: \| Pezzella (Frattamaggiore) \| |
| Arbitro:                            | Pezzella (Frattamaggiore) |       |       |                                                                 |

| Arbitro: | Giaffreda (Roma) |

|                              |           |                      |
| Fabbri 33’, 51’ De Falco 44’ | Marcatori | 70’ (rig.) Bongiorni |

| Arbitro: | Esposito (Torre del Greco) |

|           |           |                                            |
| Niero 16’ | Marcatori | 42’ De Falco 60’ (rig.) Melotti 73’ Fabbri |

| Arbitro: | Lombardo (Marsala) |

|          |           |  |
| Doto 68’ | Marcatori |  |

| Arbitro: | Testa (Prato) |

|                        |           |               |
| De Falco 41’ Ferri 65’ | Marcatori | 49’ Quartieri |

### Coppa Italia

#### Girone dodicesimo
| Arbitro: | Serboli (Arezzo) |

|                        |           |                             |
| Fabrizi 4’ Cerrone 78’ | Marcatori | 61’ Vernacchia 85’ Trevisan |

| Carpi 2 settembre 1979 2ª giornata | Carpi          | 0 – 0 | Forlì | Stadio Sandro Cabassi\| Arbitro: \| Boschi (Parma) \| |
| Arbitro:                           | Boschi (Parma) |       |       |                                                       |

| 5 settembre 1979 3ª giornata |  | – Turno riposo Forlì |  |  |

| Arbitro: | Cherri (Macerata) |

|                                  |           |  |
| Trevisan 30’ (rig.) Guidazzi 37’ | Marcatori |  |

| Arbitro: | Meschini (Perugia) |

|            |           |  |
| Fabbri 82’ | Marcatori |  |

| 23 settembre 1979 6ª giornata |  | – Turno riposo Forlì |  |  |